# Jabłonka (powiat szczycieński)
Jabłonka (dawniej Jablonken) – wieś w Polsce położona w województwie warmińsko-mazurskim, w powiecie szczycieńskim, w gminie Dźwierzuty. W latach 1975–1998 miejscowość należała administracyjnie do województwa olsztyńskiego.
Dawny dwór i folwark szlachecki, położony na południowy wschód od Dźwierzut. Dawniej duża wieś powstała w wyniku parcelacji majątku ziemskiego. Obecnie wieś z kilkoma zaledwie domami. W Jabłonce urodził się Krzysztof Hartknoch (w 1644 r.)

## Historia
Wieś powstała w średniowieczu jako dobra rycerskie. Później był tu duży majątek szlachecki, obejmujący również dobra we wsiach Kulki i Wałpusz, należący do rodu Wildenau. Później dobra te przeszły w posiadanie rodu Tergowitzów i Rochów, a w połowie XVIII w. na okres półtora wieku znalazły się w posiadaniu rodu Fabęckich (od XIX w. piszących się jako von Fabeck). Na początku XX w. majątek ziemski powiększony został o dwory w Targowie i Dąbrówce i obejmował łącznie 285 włók (około 5000 ha). Ostatnim właścicielem był baron Wilhelm von König.
Kościół we wsi zbudowano już w XVI w., najpierw jako filialny Rańska, potem filialny Trelkowa. Ufundowany został najprawdopodobniej przez ród Rochów. Kościół został rozebrany na początku XIX w., z planem wybudowania nowej świątyni. Projekt nowego kościoła wykonał Karl Friedrich Schinkel. Nie udało się jednak inwestycji zrealizować.
Już na początku XVIII w. we wsi była szkoła, założona przez ówczesnego właściciela Jabłonki, podpułkownika von Calreppa. W latach 20-. XX w. wybudowano nową, murowaną szkołę dwuklasową z częścią mieszkalna dla nauczyciela.
W 1911 większość ziemi wraz z zabudowaniami przejęło Towarzystwo Ziemskie (Ostpreussiche Landgesellschaft) i rozparcelowało - do końca 1925 r. założono blisko 60 gospodarstw rolnych. Tereny leśne znalazły się w posiadaniu samorządu powiatowego. W pałacu w Jabłonce - po parcelacji majątku ziemskiego - umieszczono Wyższą Szkołę Ludową (Volkshochschile) - jako jeden z pierwszych uniwersytetów ludowych w Niemczech. W okresie międzywojennym we wsi był Dom Opieki dla Starców. W 1938 r. w ramach akcji germanizacyjnej zmieniona nazwę wsi na Wildenau. W 1939 r. wieś liczyła 60 gospodarstw i 479 mieszkańców.

## Zabytki

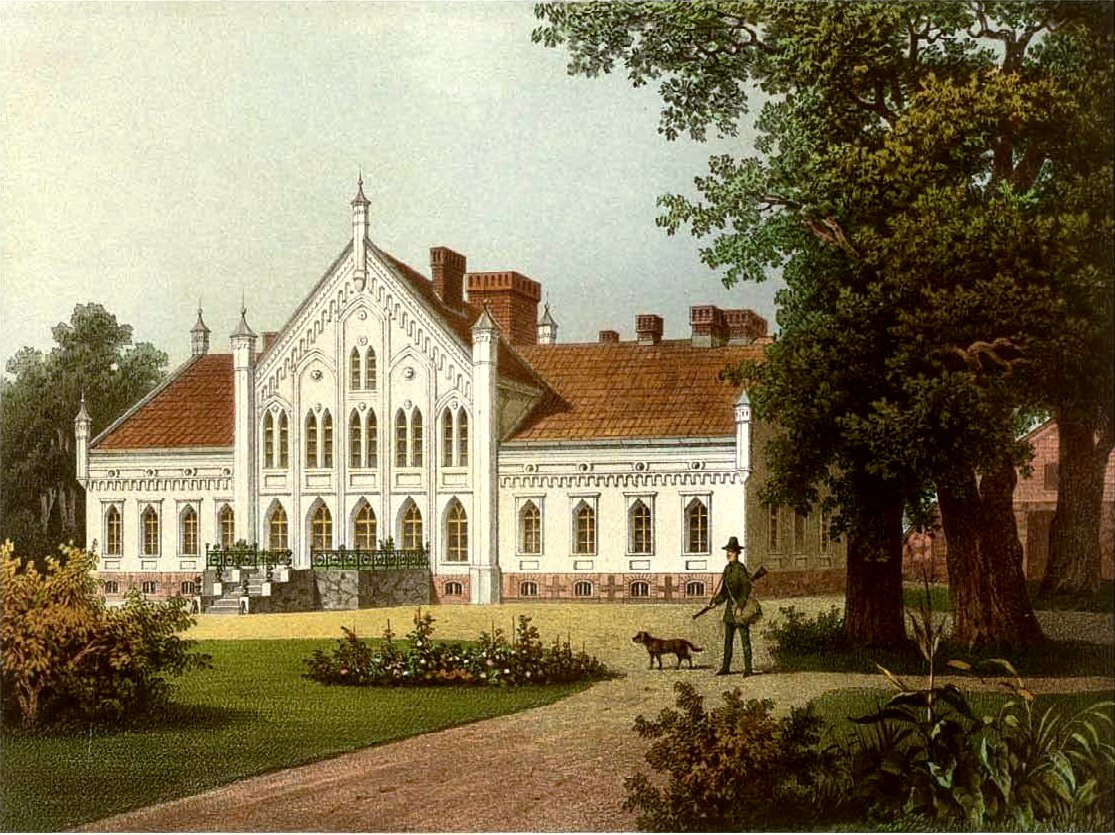
XIX-wieczny obraz dworu w Jabłonce

- Park podworski o charakterze krajobrazowym, zaprojektowany przez Johanna Larassa w 1865 r.
- Fragment ogrodzenia z zabytkową bramą wjazdową i żeliwnymi okuciami
- Pozostałości po pałacu (zbudowany w 1859 r.) - zachowały się jedynie fundamenty. Pałac zbudowano w połowie XIX w. w stylu eklektycznym.
- Murowana szkoła dwuklasowa z początku XX w., z częścią mieszkalną dla nauczyciela (obecnie budynek mieszkalny)